# 矢作萌夏
矢作萌夏（日语：矢作 萌夏，2002年7月5日—）是日本女藝人，為女子偶像團體AKB48 Team K前成員，埼玉縣出身。姊姊為SKE48前成員矢作有紀奈。

## 個人簡歷
2016年左右，與姊姊有紀奈一起成為經紀公司Cattleya Production（現・AIMSTONE PRODUCTION）旗下藝人。同年，參加AKB48第16期生徵選，通過暫定合格階段，但在最終的選擇審查（セレクション審査）階段落選。
2017年11月，矢作通過「第3屆AKB48集團選秀會議」候選者徵選，成為選秀候選生。2018年1月21日正式舉行的選秀會議上，矢作在第一輪就獲得了AKB48的Team K・Team B・Team 4等3個分隊的指名，經過抽選後，由Team K獲得交涉權。同年3月3日在幕張展覽館舉行的「AKB48《11月的腳鏈》劇場盤 發售紀念大握手會」上首次公開亮相，成為Team K屬下的選秀研究生。12月8日舉行的AKB48「13周年紀念特別公演」上，獲宣布升格為Team K正規成員。
由於外型與個性討喜，矢作加入AKB48時，便受到外界的矚目，甚至被媒體喻為「AKB48的救世主」；正式入團後，也多次登上數份日本寫真雜誌的封面。2019年1月16日，矢作舉辦個人演唱會，創下AKB48成員入團後單獨開唱最快紀錄。而在個人演唱會舉行前的1月11日，矢作於AKB48集團首次舉辦的「AKB48集團歌唱力No.1決定戰」決勝大會上，奪得第2名的佳績。3月23日發行的AKB48第55張單曲《回憶上心頭DAYS》，初次獲得拔擢成為單曲選拔成員。6月，矢作被《週刊文春》爆出與高中同班男同學交往的消息，但矢作在報導刊出數日後以「與事實完全不同」駁斥了指控；對此報導，矢作所屬經紀公司AKS發出聲明表示將會採取相關法律行動。
2019年7月22日，在AKB48官方SHOWROOM的特別直播上，矢作獲宣布為AKB48第56張單曲《持續愛你》的Center（中心成員），首次成為AKB48單曲的Center。10月27日，矢作於富士電視台節目《未來☆怪獸》宣布将從AKB48畢業。10月31日，矢作拿下「第2屆AKB48集團歌唱力No.1決定戰」的第1名。12月26日，矢作於AKB48劇場舉行畢業公演
。2020年2月4日，矢作參與演出「第2屆AKB48集團歌唱力No.1決定戰 決賽者公演」後，正式結束AKB48成員身分的所有活動。
2021年6月9日，在個人Twitter上宣布將於7月5日（19歲生日當天）回歸演藝圈。

## 參與歌曲

### AKB48單曲
|      | 發行日期       | 單曲名稱       | 參與歌曲名稱   | 名義         | 收錄於 | MV | 備註                     |
| ---- | -------------- | -------------- | -------------- | ------------ | ------ | -- | ------------------------ |
| 54th | 2018年11月28日 | NO WAY MAN     | 無敵雙馬尾     | U-16選拔2018 | Type D | ★  | 首次擔任Center           |
| 55th | 2019年03月13日 | 回憶上心頭DAYS | 回憶上心頭DAYS |              | 全版本 | ★  | A面曲                    |
| 55th | 2019年03月13日 | 回憶上心頭DAYS | 初戀之門       | 坂道AKB      | Type B | ★  | [ 26 ]                   |
| 55th | 2019年03月13日 | 回憶上心頭DAYS | 從屋頂呼喊     | Sucheese     | 劇場盤 |    | Center                   |
| 56th | 2019年09月18日 | 持續愛你       | 持續愛你       |              | 全版本 | ★  | A面曲 首次擔任單曲Center |

## 演唱會
- AKB48矢作萌夏個人演唱會～要讓大家一起喜翻上唷～（[注 2]；2019年1月16日，東京巨蛋城表演廳）[11]

## 媒體演出

### 電視綜藝
- 未來☆怪獸（日语：ミライ☆モンスター）（2019年4月7日 - 2019年12月29日，富士電視台） - 共同主持人[27]

### 電視廣告
- MIX（小学館）
  - 「言語無法表達篇」（2019年3月 - ，小學館）[28]
  - 「懐古篇」（2019年3月 - ）

## 書籍

### 寫真集
- 自己的圖鑑（自分図鑑；2019年8月7日，白夜書房（日语：白夜書房））[11][29]

## 外部鏈結
- AKB48官方網站個人介紹頁 （页面存档备份，存于） （日語）
- 矢作萌夏的X（前Twitter） （日語）
- 矢作萌夏寫真集「自己的圖鑑」【官方】的X（前Twitter） （日語）
- 矢作萌夏的Instagram帳戶 （日語）
- 矢作 萌夏（AKB48 Team K）的SHOWROOM專頁 （日語）